# Dinker
Dinker ist heute ein Ortsteil der Gemeinde Welver im Kreis  Soest in Nordrhein-Westfalen. Das frühere Kirchspiel Dinker reichte über das heutige Dorf hinaus. Der Ortsteil hat 793 Einwohner (Stand 31. Dezember 2024).

## Lage und Struktur
Dinker liegt an dem Fluss Ahse an der Hammer Landstraße (L 670). Die Gegend ist landwirtschaftlich geprägt. Heute spielt die Landwirtschaft wirtschaftlich kaum noch eine Rolle und Dinker ist vor allem eine Wohnsiedlung. Im Dorf leben derzeit etwa 855 Personen.
Das Kirchspiel Dinker gliedert sich in mehrere Siedlungsplätze. In Kirchdinker steht die Pfarrkirche St. Othmar. Norddinker und Süddinker gehören heute zur Stadt Hamm. Kirchdinker selbst unterteilte sich im Mittelalter in verschiedene Siedlungsbereiche. Im Norden lag das Dorf Echtrop. Die Gruppe aus Höfen reichte vom Freistuhl bis zum Sängerhof. In der Mitte gruppierte sich eine Siedlung um die Kirche. Dort lag auch die Turmhügelburg Klotinghof. Die Pfarrkirche wurde in ihrer heutigen Form um 1747 erbaut. Vom romanischen Vorgängerbau blieb zunächst der Turm erhalten, der 1902 aber neu errichtet wurde. Das Pfarrhaus und der Pfarrgarten werden von einer Gräfte umschlossen. Der Friedhof befand sich auf dem heutigen Kirchplatz. Die dicht gedrängten Häuser umgaben den Kirchhof in einem Ring. Diese Siedlungsform wird im Westfälischen Wigbold genannt. Die meisten erhaltenen Gebäude stehen unter Denkmalschutz. Im Süden lag die Gehöftgruppe Dorfwelver. Dort befand sich der Rittersitz Haus Galen. Dieser ging auch aus einer Turmhügelburg hervor und wurde in der frühen Neuzeit auch Haus Dinker genannt. Dort lag ebenfalls die Rittersitze Haus Matena und Haus Bockhövel. Von den früher zahlreichen Rittersitzen ist der Sängerhof noch erhalten. Dieser ist neben dem nicht mehr vorhandenen Clotinghof auch der einzige im heutigen Gebiet des Dorfes.

## Geschichte
Siedlungsspuren existieren aus der Mittelsteinzeit, der Jungsteinzeit und der Bronzezeit. Möglicherweise kommt der Name Dinker von einem Thing.
Die hohe Anzahl und Konzentration der Adelshöfe und damit der „festen“ Häuser ist ungewöhnlich.
Man fand in Dinker ein kostbar ausgestattetes Grab eines fränkischen Reiters aus merowingischer Zeit, vermutlich aus dem 8. Jahrhundert. 
Mit der Eroberung und Christianisierung Sachsens durch Karl den Großen gehörte die Gegend zur 777 gegründeten Urpfarrei Soest. Dinker wurde davon zwischen 900 und 1000 abgetrennt und kam an das St.-Kunibert-Stift Köln. Seit 1103 gehörte Dinker zu einer Freigrafschaft, die zumindest zeitweise im Besitz der Rüdenberger war und unter Einfluss der Erzbischöfe von Köln stand. Ein Geschlecht von Ministerialen mit Namen Dinker wurde urkundlich 1166 erstmals erwähnt. Nach 1200 existierten die Herren von Dinker, genannt Cloedt oder Klot. Im Jahr 1282 wurde ein Freistuhl der Feme erstmals erwähnt. Daran erinnern heute eine Steinplatte und ein Findling. 
Seit dem 14. Jahrhundert finden sich weitere ritterbürtige Geschlechter im Kirchspiel (Erbgenossen). Dazu zählten unter anderem die von Galen, die von Plettenberg und die Droste zu Hülshoff. Insgesamt existierten im Kirchspiel neun Rittersitze. Dies waren der Klotinghof, Sengerhof, Haus Galen, Haus Matena, Haus Bockhövel, Haus Nateln, Haus Nehlen, Haus Vellinghausen und Haus Hohenover. Die Adelsfamilien hatten sich zur Dinkerschen Ritterschaft zusammengeschlossen. 
Die Freigrafschaft wurde von der Stadt Soest im 14. Jahrhundert erworben. Die Ritterschaft, die nach der Soester Fehde den Grafen von der Mark lehnshörig war, auch wenn die Erzbischöfe von Köln als Herzöge von Westfalen weiterhin Rechte geltend machten, sah sich durch die Herrschaft der Stadt Soest in ihren Rechten beschnitten und erklärte sich immer wieder zur Grafschaft Mark gehörig. Sie wurde bei den Konflikten mit Soest von Kleve und später auch von Brandenburg unterstützt. Die Auseinandersetzungen wurden erst im 18. Jahrhundert abgeschlossen. 
Mit der Reformation im nahen Soest wurde auch Dinker evangelisch. Im Jahr 1761 fand im Kirchspiel während des Siebenjährigen Krieges die Schlacht bei Vellinghausen statt. 
Die Herrschaft von Soest über Dinker endete erst in der napoleonischen Zeit im Jahr 1811. Dinker war eine eigenständige Gemeinde, bis diese anlässlich der kommunalen Neuordnung am 1. Juli 1969 in die Gemeinde Welver eingegliedert wurde.

## Sehenswürdigkeiten
In der Liste der Baudenkmäler in Welver sind für Dinker zehn Baudenkmale aufgeführt.